# Chráněné území La Rupe
Chráněný biotop La Rupe je území nad ústím řeky Noce do řeky Adiže v náplavové rovině Piana Rotaliana.
Řeka Noce po opuštění údolí Val di Non do poloviny 19. století obtékala horu Monte Mezzocorona a ústila do řeky Adiže v místě dnešního San Michele all'Adige. Na této cestě vytvářela meandry a slepá ramena obklopená lužními lesy. V letech 1849 -1852 byl jej tok odveden zhruba o sedm kilometrů níže napřímeným korytem v pravé části údolí. Oblast lužních lesů byla přeměněna na vinice odrůdy Teroldego, ostatní úseky údolí Adiže poznamenala postupná industrializace.
V roce 1926 řeka Noce při povodni prolomila pravý břeh umělého koryta a vydala se vlastní cestou do Adiže podél skal masivu Paganella. Cestu zvolila na půdě zemědělsky ještě nevyužívané. Náklady na rekultivaci by přesáhly odhadované výnosy, a tak byla řeka ponechána na místě, které si sama vybrala. Za více než šedesát let se zde vyvinula oblast lužního lesa s vrbovými olšinami, meandry s vhodnými trdlišti mizejících druhů ryb, stálé i přetahující ptactvo zde nalezlo ochranu v čím dál více industrializovaném údolí Adiže.

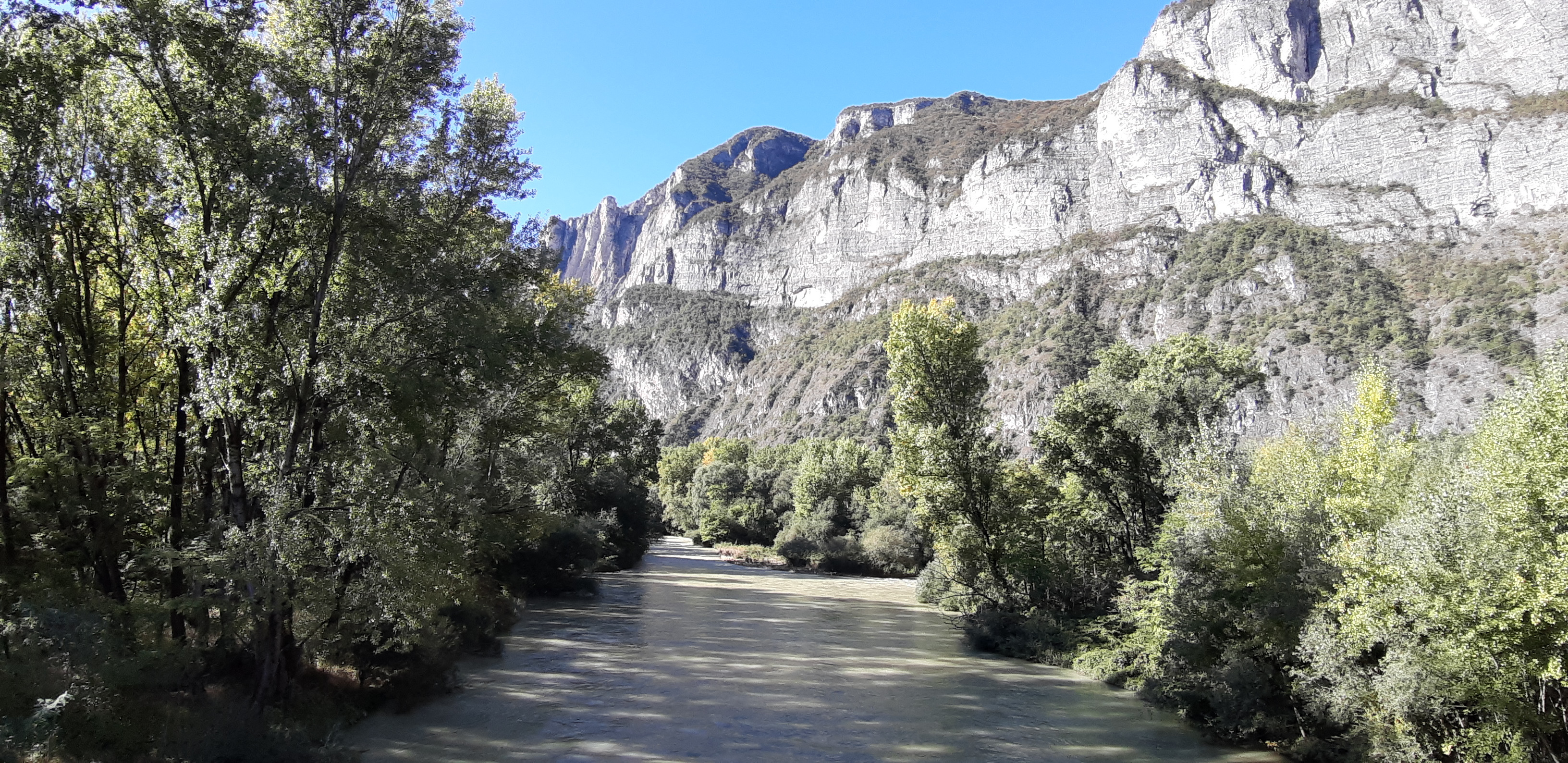
Noce v La Rupe

V roce 1993 bylo území zařazeno mezi chráněná území. Řeka Noce, která byla odvedena na nové území a její pravlast se změnila na logistická centra a vinice, si tak v novém domově vytvořila vlastní muzeum, kde předvádí na 42 ha ukázku původních lužních pralesů údolí Adiže.